# Maja Tvrdy
Maja Tvrdy (* 20. November 1983 in Ljubljana, Jugoslawien) ist eine slowenische Badmintonspielerin. 

## Karriere
Maja Tvrdy gewann 1997 bei den Einzelmeisterschaften der Junioren in Slowenien ihre ersten Titel. Ein Jahr später verteidigte sie beide Titel. 2002 siegte sie erstmals bei den Erwachsenen. International siegte sie in Israel, der Slowakei, Italien und Mauritius.
2008 nahm sie im Badminton an den Olympischen Spielen in Peking teil, unterlag dort aber in Runde zwei nach einem Freilos in der Auftaktrunde gegen Olga Konon.

## Sportliche Erfolge
| Veranstaltung | Saison                                        | Disziplin   | Platz | Sieger                       |
| ------------- | --------------------------------------------- | ----------- | ----- | ---------------------------- |
| 1997          | Slowenien: Einzelmeisterschaften der Junioren | Damendoppel | 1     | Nina Pulko / Maja Tvrdy      |
| 1997          | Slowenien: Einzelmeisterschaften der Junioren | Dameneinzel | 1     | Maja Tvrdy                   |
| 1998          | Slowenien: Einzelmeisterschaften der Junioren | Dameneinzel | 1     | Maja Tvrdy                   |
| 1998          | Slowenien: Einzelmeisterschaften der Junioren | Damendoppel | 1     | Nina Pulko / Maja Tvrdy      |
| 1999          | Slowenien: Einzelmeisterschaften der Junioren | Damendoppel | 1     | Nina Pulko / Maja Tvrdy      |
| 2001          | Slowenien: Einzelmeisterschaften der Junioren | Mixed       | 1     | Miha Šepec jr. / Maja Tvrdy  |
| 2001          | Slowenien: Einzelmeisterschaften der Junioren | Dameneinzel | 1     | Maja Tvrdy                   |
| 2001          | Slowenien: Einzelmeisterschaften der Junioren | Damendoppel | 1     | Maja Tvrdy / Simona Koncut   |
| 2002          | Slowenien: Einzelmeisterschaften              | Damendoppel | 1     | Maja Pohar / Maja Tvrdy      |
| 2003          | Slowenien: Einzelmeisterschaften              | Damendoppel | 1     | Maja Kersnik / Maja Tvrdy    |
| 2004          | Slowenien: Einzelmeisterschaften              | Damendoppel | 1     | Maja Kersnik / Maja Tvrdy    |
| 2004          | Slowenien: Einzelmeisterschaften              | Dameneinzel | 1     | Maja Tvrdy                   |
| 2004          | Italian International                         | Dameneinzel | 1     | Maja Tvrdy                   |
| 2006          | Israel: Internationale Meisterschaften        | Mixed       | 1     | Luka Petrič / Maja Tvrdy     |
| 2006          | Slowenien: Einzelmeisterschaften              | Mixed       | 1     | Luka Petrič / Maja Tvrdy     |
| 2006          | Slowenien: Einzelmeisterschaften              | Dameneinzel | 1     | Maja Tvrdy                   |
| 2006          | Israel: Internationale Meisterschaften        | Dameneinzel | 1     | Maja Tvrdy                   |
| 2007          | Slowenien: Einzelmeisterschaften              | Dameneinzel | 1     | Maja Tvrdy                   |
| 2006          | Slowakei: Internationale Meisterschaften      | Dameneinzel | 1     | Maja Tvrdy                   |
| 2007          | Mauritius International                       | Dameneinzel | 2     | Maja Tvrdy                   |
| 2007          | Mauritius International                       | Damendoppel | 1     | Maja Tvrdy / Ana Moura       |
| 2007          | Jordan International                          | Dameneinzel | 1     | Maja Tvrdy                   |
| 2008          | Slowenien: Einzelmeisterschaften              | Dameneinzel | 1     | Maja Tvrdy                   |
| 2009          | Slowenien: Einzelmeisterschaften              | Dameneinzel | 1     | Maja Tvrdy                   |
| 2009          | Slowenien: Einzelmeisterschaften              | Damendoppel | 1     | Špela Silvester / Maja Tvrdy |
| 2009          | Slowenien: Internationale Meisterschaften     | Dameneinzel | 1     | Maja Tvrdy                   |
| 2009          | Santo Domingo International                   | Dameneinzel | 1     | Maja Tvrdy                   |
| 2010          | Slovenian International                       | Dameneinzel | 2     | Maja Tvrdy                   |
| 2011          | Slowenien: Einzelmeisterschaften              | Dameneinzel | 1     | Maja Tvrdy                   |
| 2012          | Slowenien: Einzelmeisterschaften              | Dameneinzel | 1     | Maja Tvrdy                   |
| 2013          | Mittelmeerspiele                              | Dameneinzel | 3     | Maja Tvrdy                   |
| 2013          | Mittelmeerspiele                              | Damendoppel | 3     | Maja Tvrdy / Nika Končut     |
| 2013          | Slowenien: Einzelmeisterschaften              | Dameneinzel | 1     | Maja Tvrdy                   |
| 2013          | Slowenien: Einzelmeisterschaften              | Damendoppel | 1     | Maja Tvrdy / Živa Repše      |
| 2014          | Slowenien: Einzelmeisterschaften              | Dameneinzel | 1     | Maja Tvrdy                   |
| 2014          | Slowenien: Einzelmeisterschaften              | Damendoppel | 1     | Maja Tvrdy / Živa Repše      |